# Schwellenburg
Die Schwellenburg ist ein Hügel nordwestlich von Erfurt, der seit 1939 unter Naturschutz steht. Das Naturschutzgebiet umfasst eine Fläche von 22,5 Hektar.

## Beschreibung
Direkt an der Bundesstraße 4 gelegen, ist der Hügel der auffälligste und größte von mehreren Härtlingen östlich der Fahner Höhe. Seine Ausdehnung beträgt etwa 1.200 Meter mal 500 Meter, er erhebt sich etwa 50 Meter über die umliegenden Felder und etwa 70 Meter über die Auen der Gera bei einer größten Höhe von 227,4 Metern über dem Meeresspiegel. Die Schwellenburg besteht aus Keupergips, der dort ab 1865 für eine Kalkbrennerei am Fuße der Schwellenburg abgebaut wurde.
Es gibt keine Nachweise, dass sich dort zu einem Zeitpunkt eine Burg oder andere Wehranlagen befanden, auf die der Name zurückgehen könnte. Funde deuteten jedoch auf die Existenz einer steinzeitlichen Höhensiedlung und auf eine Nutzung als Zuflucht in frühgeschichtlicher Zeit hin.
Charakteristisch sind die terrassenartigen Stufen („Schwellen“) an den Hängen, einem Relikt des Gipsabbaus. Die Schwellenburg wurde vom Mittelalter bis 1935 für den Weinbau genutzt. Am höchsten Punkt treten die Gipsfelsen zutage und es sind mehrere kleine Höhlen zu sehen. Die Schwellenburg liegt in einem niederschlagsarmen Gebiet, und der verkarstete Untergrund speichert kaum Wasser. Vor allem die Südseite unterliegt daher starker Austrocknung und Bodenerwärmung. Dadurch und als Folge der früheren wirtschaftlichen Nutzung gedeiht dort, wie auch auf einigen anderen Höhenrücken des Thüringer Beckens, eine für Mitteleuropa untypische Steppenvegetation, was seit dem 19. Jahrhundert das Augenmerk der botanischen Forschung auf sich zieht. Einige in frühen Erkundungen gefundene seltene Arten sind aber durch Übernutzung als Weide verschwunden. Prägend für die Pflanzenbedeckung sind verschiedene Formen von Xerothermrasen mit je nach Standort verschiedenen Assoziationen wie Schwingel-Federgras-Trockenrasen (Festuca-Stipetum) oder Gamander-Federgras-Trockenrasen (Teucrio-Stipetum).
Auch aus zoologischer Sicht ist die Schwellenburg bemerkenswert. So ist beispielsweise, innerhalb Deutschlands, nur von dort ein kleiner Bestand der seltenen Zikadenart Praganus hofferi bekannt.

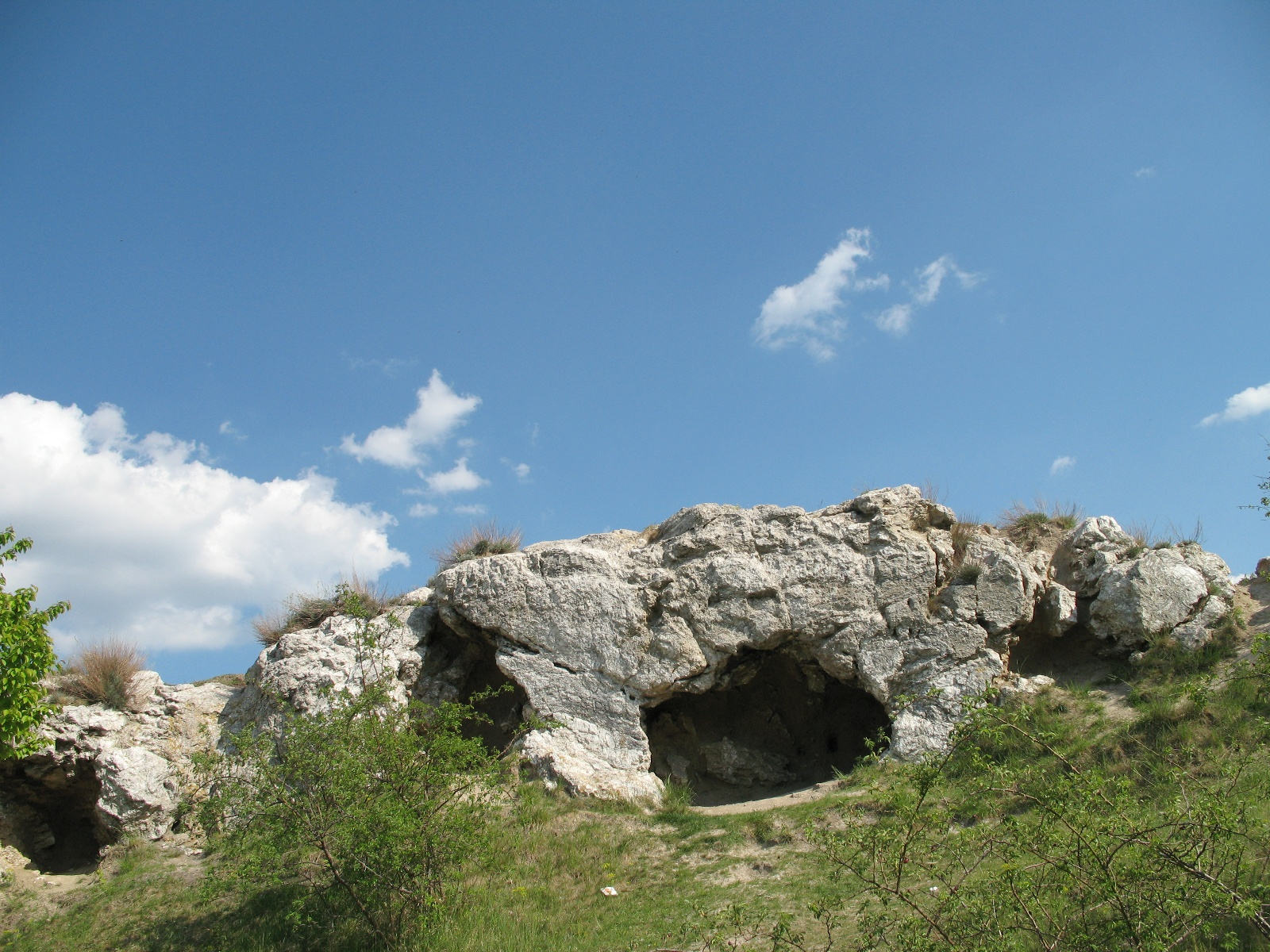
Anstehende Gipsfelsen auf der Schwellenburg

Seitdem in der Nähe einige zur Stadt Erfurt gehörende Wohngebiete entstanden, wurde die Schwellenburg zu einem beliebten lokalen Ausflugsziel, mit einhergehenden Problemen wie Trittschäden durch Besucher oder dem Eintrag von Nitraten entlang der Wege, was zur Ansiedlung nitrophiler Arten führte. Auch sind Schäden durch Befahren mit Krafträdern zu verzeichnen.